# Hanin Soabi

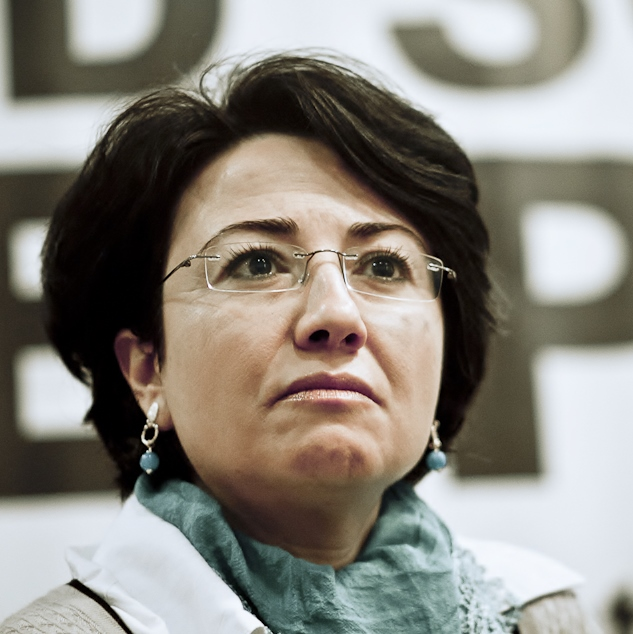
Hanin Soabi (2012)

Hanin Soabi (auch: Hanin Zoabi oder Haneen Zoubi; arabisch حنين زعبي, DMG Ḥanīn Zuʿbī; hebräisch חנין זועבי; * 23. Mai 1969 in Nazareth, Israel) ist eine israelisch-arabische Politikerin der Balad-Partei und war von 2009 bis zum April 2019 Abgeordnete der Knesset.

## Leben
Hanin Soabi, die aus einer säkularen Familie stammt, studierte Psychologie und Philosophie (B.A.) an der Universität Haifa und „Communications and Media“ (M.A.) an der Hebräischen Universität Jerusalem. Soabi ist arabische Israelin und die erste Frau einer arabischen Liste, die in die Knesset gewählt wurde.
Im Juni 2010 wurde Soabi, nachdem sie am Free-Gaza-Konvoi an Bord der Mavi Marmara teilnahm, in der Knesset angegriffen und erhielt Todesdrohungen; ihr Personenschutz wurde daraufhin verstärkt.
Bei der nächsten Vollversammlung der Knesset wurde mit 34 zu 16 Stimmen entschieden, ihr aufgrund ihrer Beteiligung an der Flottille drei parlamentarische Privilegien zu entziehen: das Recht auf einen Diplomatenausweis, das Recht auf finanzielle Unterstützung, sollte sie Rechtsbeistand benötigen, sowie das Recht, Länder zu besuchen, zu denen Israel keine diplomatischen Beziehungen unterhält.
Wegen ihrer Teilnahme an der Gaza-Hilfsflotte verwehrte ihr die Wahlkommission das passive Wahlrecht für die Parlamentswahl im Januar 2013. Das Oberste Gericht Israels verwarf jedoch die Entscheidung der Wahlkommission. Sie wurde wiedergewählt. 
Bezüglich der Entführung von drei israelischen Jugendlichen im Juli 2014 durch Hamas, die den Gazakrieg 2014 auslöste, erklärte sie am 15. Juli 2014, die Täter seien keine Terroristen, sondern würden durch die Lebensumstände unter der Besatzung zu solchen Aktionen gezwungen. Sie wurde daraufhin für sechs Monate von der Teilnahme an Parlamentssitzungen ausgeschlossen. Das Oberste Gericht verwarf ihre dagegen eingelegten Rechtsmittel.
Später wurde bekannt, dass die israelischen Jugendlichen ermordet wurden, und die israelische Armee begann einen Angriff auf den Gazastreifen („Operation Protective Edge“). Soabi wurde wegen ihrer Aussagen in dem Interview für sechs Monate von der Teilnahme an Parlamentssitzungen ausgeschlossen. Das Oberste Gericht verwarf ihre dagegen eingelegten Rechtsmittel.
Mehrere Petitionen von rechten israelischen Parteien versuchen, eine Kandidatur von Soabi bei der Knessetwahl 2015 zu verhindern. Soabi durfte jedoch kandidieren und wurde wiedergewählt.
Anlässlich einer Gedenkstunde der Knesset zum 77. Jahrestag der „Reichskristallnacht“ setzte sie dieses Pogrom mit Israels Politik gegenüber den Palästinensern gleich.
Im Januar 2019 erklärte Soabi, dass sie nicht mehr für die Knesset kandidieren werde. Ihr Rückzug war erwartet worden, nachdem Soabi bei den Vorwahlen der Balad den fünften Platz belegt hatte und es unwahrscheinlich war, dass Balad bei der Parlamentswahl in Israel April 2019 fünf Mandate erhielte.